# Сосов, Сергей Петрович
Сергей Петрович Сосов (15 сентября 1909 — 8 марта 1996) — передовик советского сельского хозяйства, ветеринарный фельдшер колхоза имени Сталина Луховицкого района Московской области, Герой Социалистического Труда (1949).

## Биография
Родился 15 сентября 1909 года в селе Дединово, Зарайского уезда Рязанской губернии в русской семье крестьянина. Завершил обучение в семилетней сельской школе. После устроился работать в колхозе на ферме. Трудился скотником, затем пастухом. В 1936 году завершил обучение на ветеринарно-фельдшерских курсах. Стал работать в колхозе ветеринарным врачом. Был направлен на обучение в Казанский ветеринарный техникум, который закончил в 1942 году.
Был призван в Красную армию в 1942 году и отправлен на фронт. Участник Великой Отечественной войны. Боевой путь прошёл старшим фельдшером-ветеринаром 101-го стрелкового корпуса 38-й Армии на Центральном и 1-м Украинском фронтах. В 1945 году демобилизовался в звании старший лейтенант.
Демобилизовавшись, вернулся работать в родной колхоз. Трудился ветеринарным фельдшером. Активно стал работать с общественным стадом. В этот период животные были подвергнуты различным болезням. Сергей Петрович сумел за счёт постоянного контроля над животными и вакцинацией прийти к высоким результатам оздоровления скота. Показатели в животноводстве стали увеличиваться, производство продукции стало расти.
За получение высокой продуктивности животноводства в 1948 году при выполнении колхозами обязательных поставок сельскохозяйственных продуктов и плана развития животноводства по всем видам скота, Указом Президиума Верховного Совета СССР от 24 июня 1949 года Сергею Петровичу Сосову было присвоено звание Героя Социалистического Труда с вручением ордена Ленина и золотой медали «Серп и Молот».
В дальнейшем продолжал трудовую деятельность. В 1969 году вышел на заслуженный отдых.
Проживал в селе Дединово Луховницкого района Московской области. Умер 8 марта 1996 года. Похоронен на сельском кладбище.

## Награды
За трудовые успехи удостоен:
- золотая звезда «Серп и Молот» (24.06.1949),
- орден Ленина (24.06.1949),
- Орден Отечественной войны II степени (11.03.1985),
- Орден Красной Звезды (18.07.1944),
- Медаль «За боевые заслуги» (30.05.1943),
- Медаль «За победу над Германией в Великой Отечественной войне 1941—1945 гг.»
- другие медали.